# جام بزرگ والیبال قهرمانان جهان ۱۹۹۳
جام بزرگ والیبال قهرمانان جهان در سال ۱۹۹۳ از ۲۳ تا ۲۸ نوامبر ۱۹۹۳ (۲ تا ۷ آذر ۱۳۷۲خورشیدی) در ژاپن برگزار شد. 

## قوانین مسابقات
قوانین رقابت های جام قهرمانان جهان در سال ۱۹۹۳، سیستم تک حذفی بود. هر تیم یک بار در برابر هر ۵ تیم باقی مانده بازی می کند. در کل مسابقات امتیازات جمع می شد و جایگاه پایانی با کل امتیازات کسب شده مشخص می شد.

## سالنها
- سالن اوزاکا-جی, اوساکا, ژاپن
- ورزشگاه ملی یویوگی, توکیو, ژاپن

## نتایج
|      |                     |          | مسابقات | مسابقات | ست‌ها | ست‌ها | ست‌ها  | امتیازها | امتیازها | امتیازها |
| رتبه | تیم                 | امتیازها | برد     | باخت    | برد  | باخت | نسبت  | برد      | باخت     | نسبت     |
| ---- | ------------------- | -------- | ------- | ------- | ---- | ---- | ----- | -------- | -------- | -------- |
| ۱    | ایتالیا             | ۱۰       | ۵       | ۰       | ۱۵   | ۴    | ۳٫۷۵۰ | ۲۶۵      | ۲۰۸      | ۱٫۲۷۴    |
| ۲    | برزیل               | ۹        | ۴       | ۱       | ۱۴   | ۶    | ۲٫۳۳۳ | ۲۶۸      | ۲۲۶      | ۱٫۱۸۶    |
| ۳    | کوبا                | ۸        | ۳       | ۲       | ۱۱   | ۸    | ۱٫۳۷۵ | ۲۴۳      | ۲۱۲      | ۱٫۱۴۶    |
| ۴    | ژاپن                | ۷        | ۲       | ۳       | ۹    | ۱۰   | ۰٫۹۰۰ | ۲۳۶      | ۲۴۱      | ۰٫۹۷۹    |
| ۵    | ایالات متحده آمریکا | ۶        | ۱       | ۴       | ۵    | ۱۴   | ۰٫۳۵۷ | ۲۰۲      | ۲۵۵      | ۰٫۷۹۲    |
| ۶    | کرهٔ جنوبی           | ۵        | ۰       | ۵       | ۳    | ۱۵   | ۰٫۲۰۰ | ۱۸۴      | ۲۵۶      | ۰٫۷۱۹    |

### مسابقات شهر اوساکا
| تاریخ |           | نتیجه |                     | ست ۱  | ست ۲  | ست ۳  | ست ۴  | ست ۵ | مجموع |
| ----- | --------- | ----- | ------------------- | ----- | ----- | ----- | ----- | ---- | ----- |
| ۲۳ ن  | کوبا      | ۳-۱   | برزیل               | ۸-۱۵  | ۱۵-۱۰ | ۱۵-۸  | ۱۵-۶  |      | ۵۳-۳۹ |
| ۲۳ ن  | کرهٔ جنوبی | ۳-۰   | ایتالیا             | ۱۵-۵  | ۱۵-۹  | ۱۵-۹  |       |      | ۴۵-۲۳ |
| ۲۳ ن  | ژاپن      | ۱-۳   | ایالات متحده آمریکا | ۱۲-۱۵ | ۱۵-۱۳ | ۱۰-۱۵ | ۱۱-۱۵ |      | ۴۸-۵۸ |
| ۲۴ ن  | ایتالیا   | ۱-۳   | ژاپن                | ۱۵-۸  | ۹-۱۵  | ۱۲-۱۵ | ۱۳-۱۵ |      | ۴۹-۵۳ |
| ۲۴ ن  | برزیل     | ۱-۳   | ایالات متحده آمریکا | ۱۵-۴  | ۱۳-۱۵ | ۱۳-۱۵ | ۸-۱۵  |      | ۴۹-۴۹ |
| ۲۴ ن  | کوبا      | ۱-۳   | کرهٔ جنوبی           | ۱۰-۱۵ | ۱۵-۱۳ | ۸-۱۵  | ۸-۱۵  |      | ۴۱-۵۸ |

#### مسابقات شهر توکیو
| تاریخ |                     | نتیجه |                     | ست ۱  | ست ۲  | ست ۳  | ست ۴  | ست ۵  | مجموع |
| ----- | ------------------- | ----- | ------------------- | ----- | ----- | ----- | ----- | ----- | ----- |
| ۲۶ ن  | ایالات متحده آمریکا | ۳-۰   | ایتالیا             | ۱۵-۵  | ۱۵-۷  | ۱۵-۸  |       |       | ۴۵-۲۰ |
| ۲۶ ن  | کرهٔ جنوبی           | ۳-۰   | برزیل               | ۱۵-۹  | ۱۵-۱۲ | ۱۵-۷  |       |       | ۴۵-۲۸ |
| ۲۶ ن  | ژاپن                | ۳-۱   | کوبا                | ۹-۱۵  | ۱۵-۲  | ۱۵-۱۲ | ۱۵-۱۳ |       | ۵۴-۴۲ |
| ۲۷ ن  | برزیل               | ۳-۲   | ایتالیا             | ۸-۱۵  | ۱۷-۱۵ | ۱۵-۱۳ | ۱۳-۱۵ | ۱۵-۱۱ | ۶۸-۶۹ |
| ۲۷ ن  | کوبا                | ۰-۳   | ایالات متحده آمریکا | ۷-۱۵  | ۶-۱۵  | ۹-۱۵  |       |       | ۲۲-۴۵ |
| ۲۷ ن  | کرهٔ جنوبی           | ۳-۰   | ژاپن                | ۱۵-۹  | ۱۵-۱۳ | ۱۵-۱۲ |       |       | ۴۵-۳۴ |
| ۲۸ ن  | ایتالیا             | ۱-۳   | کوبا                | ۱۰-۱۵ | ۹-۱۵  | ۱۵-۹  | ۱۳-۱۵ |       | ۴۷-۵۴ |
| ۲۸ ن  | ایالات متحده آمریکا | ۲-۳   | کرهٔ جنوبی           | ۱۵-۸  | ۱۵-۱۰ | ۷-۱۵  | ۸-۱۵  | ۱۳-۱۵ | ۵۸-۶۳ |
| ۲۸ ن  | ژاپن                | ۳-۱   | برزیل               | ۱۵-۸  | ۱۵-۸  | ۷-۱۵  | ۱۵-۱۱ |       | ۵۲-۴۲ |

## جدول پایانی
| رتبه | تیم                 |
| ---- | ------------------- |
| 1    | ایتالیا             |
| 2    | برزیل               |
| 3    | کوبا                |
| ۴    | ژاپن                |
| ۵    | ایالات متحده آمریکا |
| ۶    | کرهٔ جنوبی           |

| جام بزرگ والیبال قهرمانان جهان (مردان) |
| -------------------------------------- |
| · ایتالیا · اولین عنوان                |